# راسيل سميث (كاتب)
راسيل سميث (بالإنجليزية: Russell Smith)‏ هو كاتب وكاتب العمود جنوب أفريقي، ولد في 2 أغسطس 1963 في جوهانسبرغ في جنوب أفريقيا.